# Río Sainte-Croix
El río Sainte-Croix (del francés: fleuve Sainte-Croix); en inglés: Saint Croix River es un corto río del noreste de América del Norte, de 114 km de longitud, que forma parte de la frontera entre Canadá y los Estados Unidos, específicamente entre el estado de Maine (EE. UU.) y la provincia de Nuevo Brunswick (Canadá). El río nace en los lagos Chiputneticook y fluye hacia el sur y sureste, entre Calais (ME) y Saint Stephen (NB). Desemboca en la bahía de Passamaquoddy, a su vez parte de la bahía de Fundy.